# Archivio Ringelblum

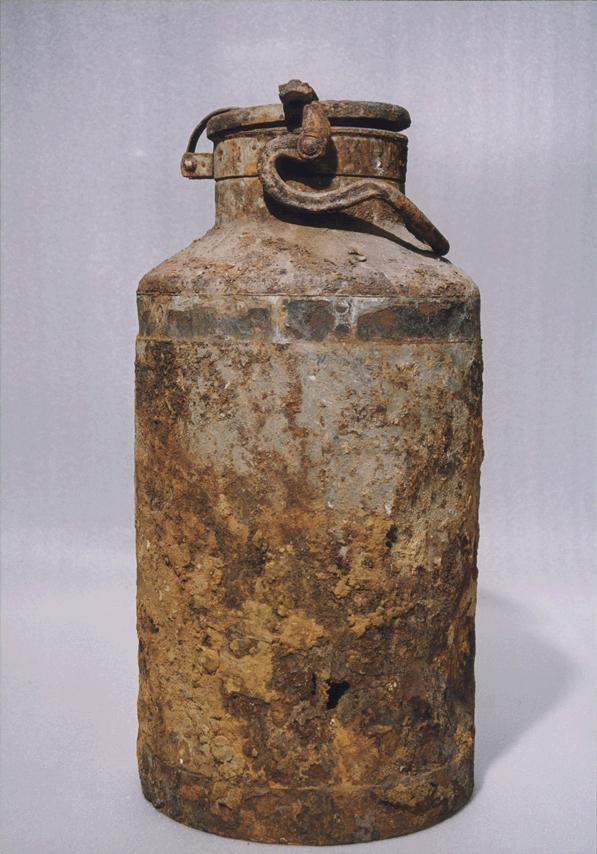
Uno dei recipienti del latte usati per nascondere i documenti dell'archivio del gruppo Oyneg Shabbos.

L'Archivio Ringelblum è una collezione di documenti raccolta nel ghetto di Varsavia e conservata da un gruppo conosciuto con il nome Oyneg Shabbos (in ebraico: Oneg Shabbat, עונג שבת), guidato dallo storico ebreo Emanuel Ringelblum.

## Descrizione
Il termine Oneg Shabbat in ebraico significa "gioia del sabato" e di solito si riferisce a un incontro celebrativo tenuto dopo i servizi del sabato. La forma Oyneg Shabbos è la pronuncia ashkenazita. Questo nome fu scelto perché il gruppo tendeva a incontrarsi proprio durante lo Shabbat per discutere dei progressi nella raccolta della documentazione.
Il gruppo formato da storici, scrittori, rabbini e assistenti sociali, si dedicò a tenere una cronaca della vita nel ghetto durante l'occupazione tedesca. Lavorarono in squadra, raccogliendo documenti, cercando testimonianze e segnalazioni tra le decine di volontari di tutte le età. Tra i materiali raccolti ci furono saggi, diari, disegni, poster murali e altri materiali, per un totale di circa 6.000 documenti per circa 35.000 pagine. L'archivio raccoglie il periodo dal settembre 1939 al gennaio 1943 e fu tenuto nascosto nel ghetto in tre nascondigli. Dopo la guerra, due dei tre depositi furono recuperati e oggi l'archivio è conservato nel Jewish Historical Institute di Varsavia.

## Storia

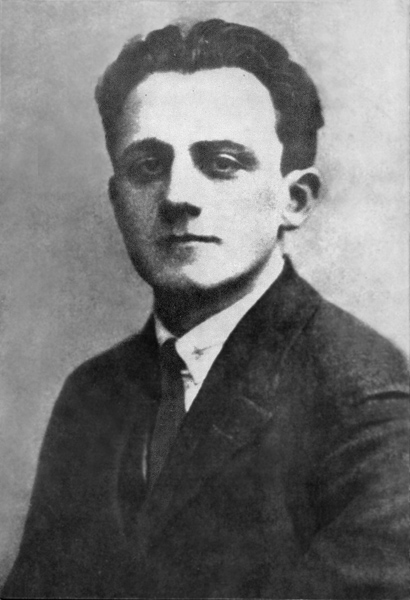
Emanuel Ringelblum, ideatore del progetto, motivo per il quale la collezione è chiamata anche "Archivio Ringelblum".

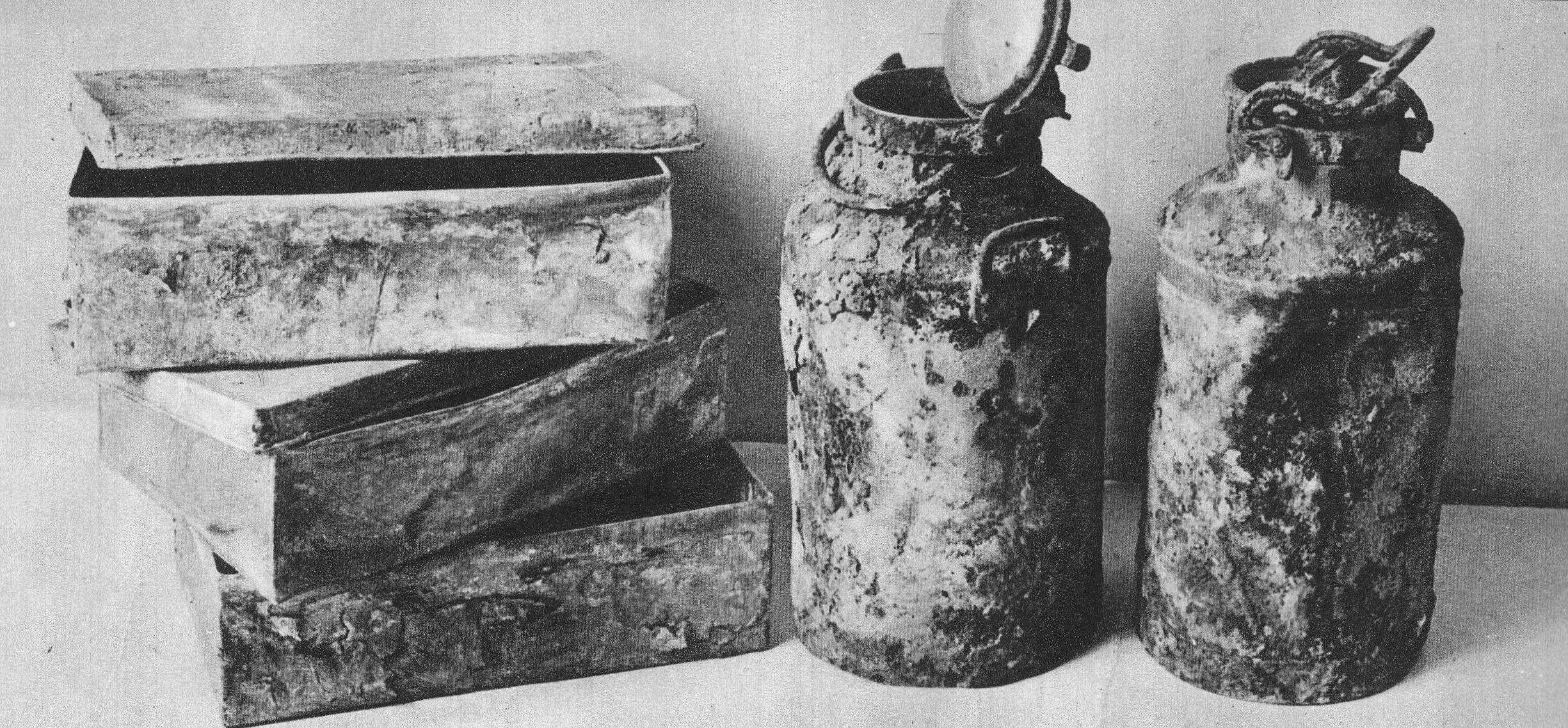
Tre scatole e due bidoni del latte utilizzati per conservare l'archivio.

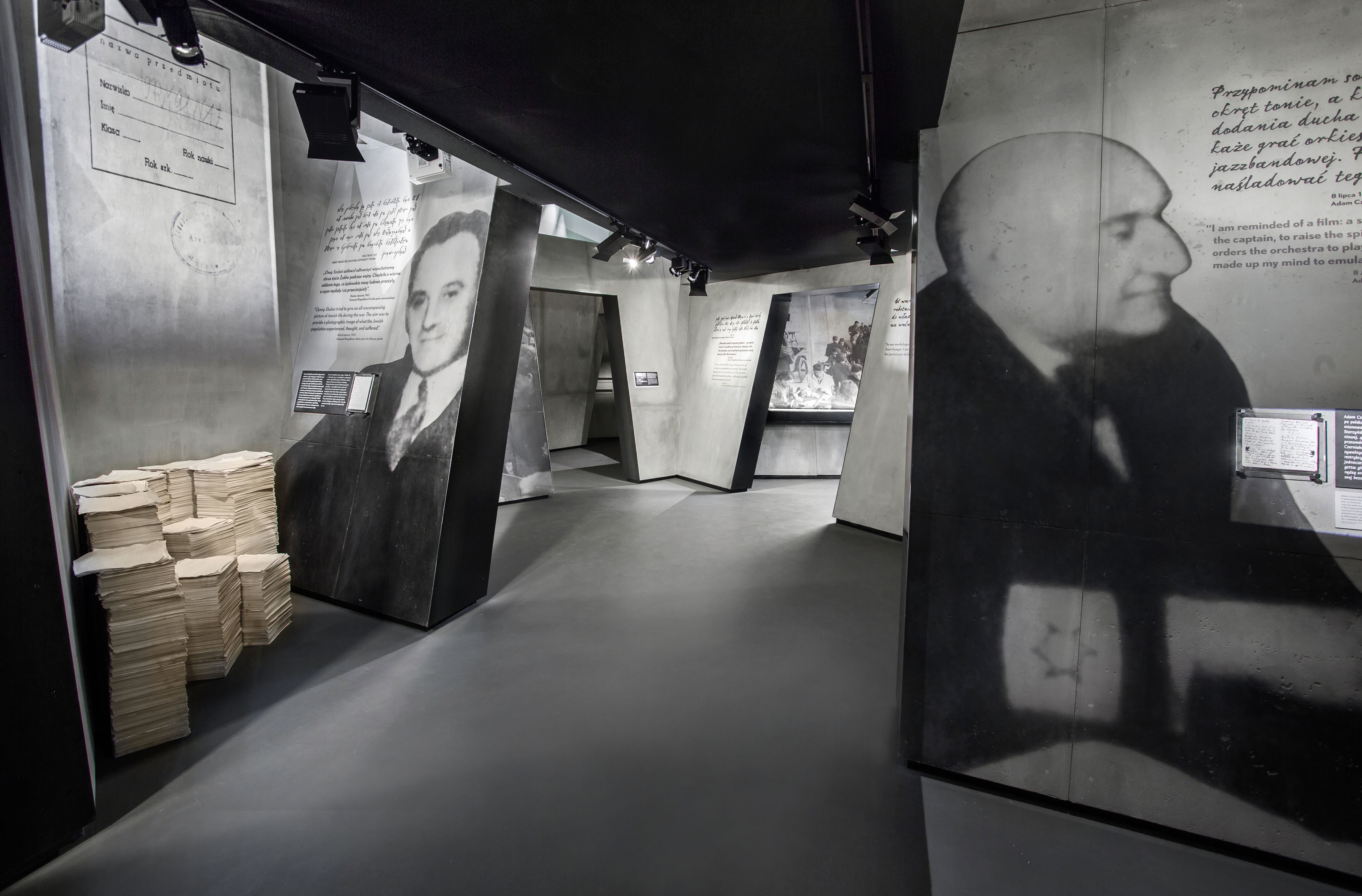
Parte della mostra permanente presso il Museo di storia degli ebrei polacchi dedicata a Oyneg Shabbos.

I membri di Oyneg Shabbos inizialmente raccolsero il materiale con l'intenzione di scrivere un libro alla fine della guerra sugli orrori di cui erano stati testimoni. Il ghetto di Varsavia fu chiuso il 16 novembre 1940. Quando il ritmo delle deportazioni aumentò e divenne chiaro che la destinazione era il campo di sterminio di Treblinka e che pochi ebrei varsoviani sarebbero sopravvissuti, Ringelblum fece conservare gli archivi in tre recipienti del latte e in dieci scatole di metallo per poi seppellirli in tre luoghi del ghetto.
Il 19 gennaio 1942, Jacob Grojanowski, un detenuto evaso dal campo di sterminio di Chełmno, raggiunse il ghetto di Varsavia e fornì le informazioni più dettagliate sul campo ai membri di Oyneg Shabbos: il rapporto divenne noto come il Rapporto Grojanowski, la resistenza polacca riuscì a portarlo fuori dal ghetto facendolo arrivare a Londra e quindi pubblicarlo entro giugno. Nel tempo, furono uccisi tutti i membri dell'Oyneg Shabbos, tranne tre: Emanuel Ringelblum fuggì dal ghetto pur continuando a lavorare agli archivi. Nel 1944 Ringelblum e la sua famiglia furono scoperti e giustiziati insieme a coloro che li avevano nascosti.
Dopo la guerra, Rachel Auerbach, un superstite del gruppo, iniziò la ricerca delle cronache sepolte. Due dei contenitori furono portati alla luce il 18 settembre 1946 e altre scatole il 1º dicembre 1950. Si pensava che una terza scatola fosse sepolta sotto l'attuale ambasciata cinese a Varsavia ma nel 2005 una ricerca non ha portato a ritrovare il materiale archivistico mancante. Gli archivi recuperati sono conservati presso il Jewish Historical Institute di Varsavia.

## Eredità
Nel 1960, gli studenti di Rabbi Kalonymus Kalman Shapira, il Rebbe di Piaseczno, pubblicarono gli Aish Kodesh, ovvero i derashos sulla parsha che il Rebbe aveva tenuto tra il settembre 1939 e il luglio 1942 nel ghetto di Varsavia, ritrovati con l'Archivio Ringelblum.
Nel 1999, gli archivi Ringelblum sono stati inseriti nel registro della memoria del mondo dall'UNESCO. Un catalogo dell'Archivio è stato pubblicato nel 2009 dallo USHMM e dallo Jewish Historical Institute di Varsavia; l'intero archivio è disponibile in formato digitale presso entrambe le istituzioni. Lo Jewish Historical Institute ha pubblicato una serie di libri che riassumono alcune parti dell'archivio. I primi 10 volumi sono:
1. Lettere sull'Olocausto.
2. Bambini - insegnamento segreto nel Ghetto di Varsavia.
3. Racconti da Kresy.
4. Vita e lavoro di Gela Seksztajn.
5. Il Ghetto di Varsavia. Vita quotidiana.
6. Il Governatorato Generale. Resoconti e documenti.
7. Eredità.
8. Territori annessi al Reich: Distretto del Reich di Danzica-Prussia occidentale, distretto di Ciechanów, Alta Slesia.
9. Territori annessi al Reich: Wartheland.
10. Destino degli ebrei di Łódź (1939-1942).

Nel 2007, lo storico Samuel Kassow pubblicò "Who Will Write Our History? Emanuel Ringelblum, the Warsaw Ghetto, and the Oyneg Shabbes Archive", dove elenca tutti i resoconti degli archivi Oyneg Shabbos ritrovati.
Nel 2019, è stato realizzato il film documentario "Who Will Write Our History" diretto e prodotto da Roberta Grossman sull'Archivio Ringelblum, basato sul libro di Kassow del 2007.